# Hagnagora buckleyi
Hagnagora buckleyi är en fjärilsart som beskrevs av Druce 1885. Hagnagora buckleyi ingår i släktet Hagnagora och familjen mätare. Inga underarter finns listade i Catalogue of Life.